# Szczucin koło Tarnowa Wąskotorowy
Szczucin koło Tarnowa Wąskotorowy – zlikwidowana stacja kolejowa w Szczucinie, w gminie Szczucin, w powiecie dąbrowskim, w województwie małopolskim, w Polsce. Stacja była styczną do stacji Szczucin koło Tarnowa.